# زیگلر (ویرجینیای غربی)
زیگلر (به انگلیسی: Zigler) یک منطقهٔ مسکونی در ایالات متحده آمریکا است که در شهرستان پندلتن، ویرجینیای غربی واقع شده‌است.